# Exocentrus nigronotatus
Exocentrus nigronotatus är en skalbaggsart som beskrevs av Maurice Pic 1926. Exocentrus nigronotatus ingår i släktet Exocentrus och familjen långhorningar. Inga underarter finns listade i Catalogue of Life.